# 百川晴香
百川 晴香（ももかわ はるか、1995年〈平成7年〉11月1日 - ）は、日本のグラビアアイドル、女優、実業家。神奈川県出身。シャイニングウィル所属。2025年よりシャイニングウィル代表取締役社長。

## 略歴
怪傑!トロピカル丸 → 青春!トロピカル丸のオレンジ担当 → Ru:Runのリーダー、全力少女Rのリーダーを経て、最終的には同事務所所属の女性アイドルグループ「Bety」のリーダーとなった。
古くは「渡辺晴香」名義で活動。前の事務所を辞めて現在の事務所になってから現在の名前に改名。
2014年に白泉社「ヤングアニマル」主催『NEXTグラビアクイーンバトル サードシーズン』に出場。目標とする人物はフィンガー5の妙子と発言した。
2015年に特撮ドラマ『ウルトラマンX』レギュラーに抜擢。ちなみに子供のとき初めて買ってもらったおもちゃが、ウルトラマンの人形だったという。
2019年7月、週刊SPA!とTIF2019による企画「真夏のアイドル決定戦2019」に、グループを代表し出場。同誌8月6日号の表紙およびグラビアページに水着掲載。
2021年9月、全力少女Rが解散後、同月に新ユニット結成にむけて、新メンバーを募集。11月に新ユニットが発表され、ユニット名は「Bety」（ベティ）と決定した。
2023年5月26日、新メンバー4名（志麻ほの花、うり、花咲心菜、西永彩奈）を加えた5人で新生「Bety」として、引き続きリーダーを務める。
2023年9月、期間限定メンバーだった前述の西永彩奈は、渋谷WWWで行われた初のワンマンライブで卒業。新メンバー2名（宮内桃子、結貴漓南）を加えた6人を率いる。

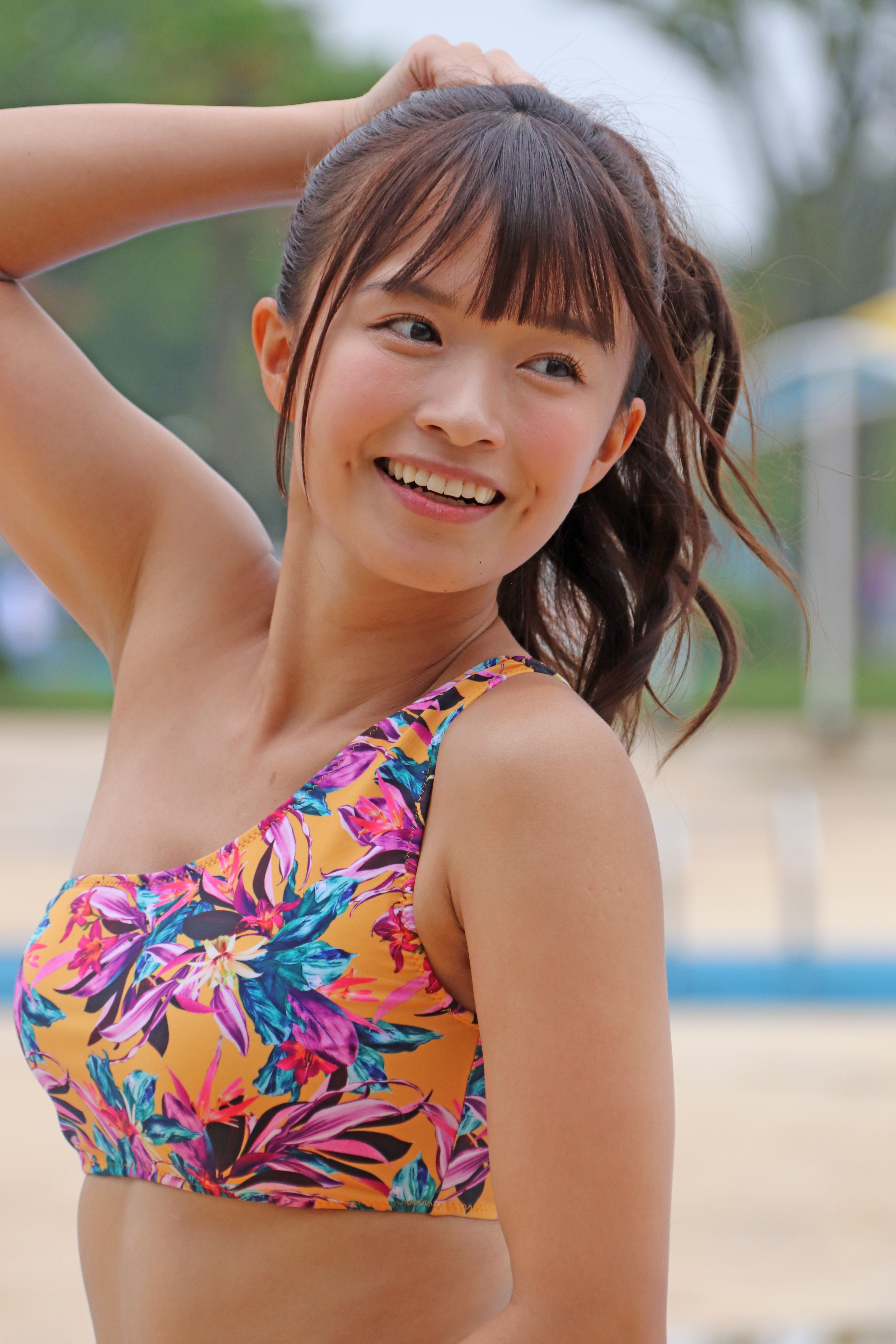
近代麻雀水着祭（2024年撮影）

2023年11月3日、百晴祭2023と百川晴香ワンマンライブを開催。新メンバー1名（西野ひかり）を加えた7人を率いる。
「Bety」を2025年5月6日に卒業し、2025年6月1日より所属事務所であるシャイニングウィルの取締役社長に就任する事を発表。同日より代表取締役社長に就任した。

## 人物
- 血液型はAB型[2]。

- 趣味は昭和のアイドル写真収集[動画 2][2][6]。特技はバレエ（11年）、ダンス、Y字バランス[2]。

- 現在の名義の中に含まれている「百」は山口百恵から一文字取ったものである。

- 同学年でもある元paletの武田紗季[7]、前述の西永彩奈などと仲良し。

- 弟がいる。

- 2018年以降は麻雀を趣味の一つとしており、同年2月の麻雀最強戦中継内で行われた「勝てばキンマ表紙ゲット！まりちゅうに挑戦！」[8]では同学年でもある元放課後プリンセスの長澤茉里奈に勝利し、近代麻雀6月1日号の表紙を獲得した[9]。

## 作品

### DVD
- SUTATAN（2009年11月27日、海王社）※渡辺晴香名義
- 純情女子中学生宣言！ Chu→Boh学園2010春（2010年02月19日、MBDメディアブランド）※渡辺晴香名義で複数人参加
- 思春期なう（2010年11月16日、アースゲート）
- としごろ（2011年3月25日、EIC-BOOK）
- 初恋なう（2011年6月16日、アースゲート）
- 純愛なう（2011年9月16日、アースゲート）
- Lovers（2011年12月16日、アースゲート）※共演：西永彩奈
- 半分少女（2012年2月25日、EIC-BOOK）
- Pure smile（2012年6月22日、竹書房）
- お絵かきしちゃうぞ！Vol1（2012年12月15日、EIC-BOOK）複数人参加
- 晴風少女（2013年11月22日、シャイニングウィル）
- 百色サンセット（2014年10月10日、シャイニングウィル）
- ラストティーン〜大切な思い出〜 (2015年10月10日、シャイニングウィル)
- はるかなひととき（2017年7月7日、シャイニングウィル）
- 100×10（2019年7月7日、シャイニングウィル）
- 25 Two Five（2021年6月27日、シャイニングウィル）[10]
- Evergreen（2024年10月10日、ラインコミュニケーションズ）[11][12]
- はるかかなた（2025年7月26日、シャイニングウィル）[13]

### 写真集
- 百色吐息（2017年10月22日、シャイニングウィル、撮影：西條彰仁）
- 晴れのち、晴れ（2024年9月14日、シャイニングウィル）[14]

## 出演

### 映画
- もっと熱いぞ!猫ヶ谷!! 3D（2012年、もっと熱いぞ！猫ヶ谷!!製作委員会） - 紺森ももこ 役[15]
- アルプス女学園（2014年、キャンター） - 山本多香子 役[16]
- カマトト（2014年、キャンター） - 主演・夏波 役[17]
- 東京闇虫パンドラ（2015年、エクセレントフィルム） - ななせ 役[18]
- 向日葵の丘・1983年夏（2015年、IPSエンタテインメント） - エリカ（高校時代） 役
- 劇場版 ウルトラマンX きたぞ!われらのウルトラマン（2016年、松竹メディア事業部） - 高田ルイ 役
- 黒看（2018年、チャンス イン） - 松友岬 役[19]
- 夏色のマフラー（2019年、らんくう（オムニバス映画「青春カレイドスコープ」内）） - 瑞嶋杏 役[20][21]
- スプーキッズ ザ・ムービー（2019年、Apoc Entertainment） - コンコン 役[22] ※日本語吹替

### テレビ

#### バラエティ
- つんつべ♂（2011年 - 2018年、TOKYO MX）
- アイドルの穴〜日テレジェニックを探せ!〜（2012年、日本テレビ）
- エンタメ通信（2012年4月、8月、テレビ東京）
- TOKYO IDOL FESTIVAL（2013年、フジテレビNEXT）
- あらぶんちょ！（2017年、東京ケーブルネットワーク）

#### ドラマ
- もっと熱いぞ!猫ヶ谷!!（2011年、名古屋テレビ放送） - 紺森ももこ 役
- ウルトラマンX（2015年7月14日 - 12月22日、テレビ東京） - 高田ルイ 役[23][24][25]
  - 新ウルトラマン列伝 第131話 - 第142話（2016年1月12日 - 3月29日、テレビ東京） - 高田ルイ 役
- モブサイコ100 第4話（2018年、テレビ東京）

### 舞台
- アリスインプロジェクト「時空警察ヴェッカーχ ノエルサンドレ」（2011年11月1日 - 6日、荻窪かいホール） - 十川レミ 役[26][27]
- アリスインプロジェクト×劇団北京蝶々「ダウト!-国立公安女子校-」（2012年10月26日、博品館劇場） - 日替わりゲスト・マキノ 役[28]
- 戯曲法廷（2018年1月6日 - 8日、ひの煉瓦ホール 小ホール） - 主演・冬雪花 役（大和田南那とW主演）[29]
- 白と黒の同窓会（2019年2月8日 - 11日、シアターモリエール） - 伊吹 役
- ジョダンダンジョ（2024年6月26日 - 30日、テアトルBONBON） - 戸塚美咲 役[30]

### ラジオ
- オレたちゴチャ・まぜっ!〜集まれヤンヤン〜（2014年4月19日 - 2015年4月11日、MBSラジオ） - 第6期ヤンヤンガールズ
- Betyの『べ』しゃり場！！（2023年9月7日～、FM FUJI）

### ウェブテレビ
- メシテロ（2018年6月4日 - 8日[31]、AbemaTV） - メシテロ探偵

### CM
- 東栄住宅（2018年12月25日 - 、YouTubeにて配信）[動画 3]

### 雑誌
- キミ色ツインテール 2
- Koh→Boh
- CIRCUS MAX
- 週刊プレイボーイ
- 週刊ヤングジャンプ
- 週刊ヤングマガジン
- DVDヨロシク!
- ヤングアニマル2016 no.21
- ヤングアニマル嵐
- ヤングガンガン
- ヤングチャンピオン
- だらっとしたポーズカタログ
- Cream 2023年10月号（メディアックス）

### 新聞
- サンスポ「女子の味方」（2023年10月19日付）産業経済新聞社

### 動画
1. ↑  百川晴香 1日5分!初心者向け体幹トレーニング - YouTube（2021年5月21日）2022年9月23日閲覧。
2. 1 2  マイスマTV Bch ★百川晴香【インタビュー】（上野勇カメラマン）ヤングアニマル「NEXTグラビアクイーンバトル サードシーズン」 U-19 - YouTube（2014年11月28日）2022年9月23日閲覧。
3. ↑  【公式】東栄住宅 悪の組織のアジト探し完結編-序章- - YouTube（2018年12月25日）2022年9月23日閲覧。